# جان استرانگفلد
جان استرانگفلد، (به انگلیسی: John Strangfeld) (زاده ۱۹۵۴) کارآفرین، بازرگان و مدیر ارشد اجرایی آمریکایی است، که اکنون به‌عنوان مدیر عامل اجرایی و رییس هیئت مدیره شرکت پرودنشال فایننشل فعالیت می‌کند.